# ستايسي كلارك
ستايسي كلارك (بالإنجليزية: Stacy Clark)‏ هي ملحنة ومغنية مؤلفة أمريكية، ولدت في 21 سبتمبر 1980 في بوفالو في الولايات المتحدة.

## وصلات خارجية
- الموقع الرسمي
- ستايسي كلارك على موقع ميوزك برينز (الإنجليزية)